# ゴージャス宝田
ゴージャス 宝田（ごーじゃす たからだ、Gorgeous Takarada）は、日本の漫画家。2001年、同人誌の短編集を集めた商業単行本『おりこうぱんつ』が発売され、商業作としてデビュー。2002年、『コミックヒメクリ』1月号（FOX出版）にて商業誌デビュー。作風は鬼畜系から純愛系まで幅広いが、商業デビュー以降は出版社の意向で純愛系の作風が中心となっている。また作品の大半には幼い女子がよく登場する。
おもに成人向け漫画を執筆している一方、サークル『宝魂』で同人活動も継続して行っている。カラー原稿を極度に苦手としており表紙などの彩色は、ほぼ他人の手による。

## 単行本リスト
1. 『おりこうぱんつ』
  - 2001年12月29日発行 FOX出版、文苑堂（FOXコミックス） ISBN 4-925148-32-X
    - おりこう朝ごはん/おりこうぐるるる/おりこう牛乳ビン/おりこうプレゼント/つける薬がありません（4コマ）/おりこうトイレ/おりこう首輪/子供には読ませません（4コマ）/おりこうプリンセス/おりこうメッセージ/おりこうミルク/ゴー娘。＜番外編＞/純愛なんて描けません（4コマ）/あとがきさん/ゴージャス宝田♥愛の劇場
2. 『おりこうチャンネル』
  - 2002年4月30日発行 FOX出版、文苑堂（FOXコミックス） ISBN 4-925148-33-8
    - おりこうアロマ/たいしてかわりません（4コマ）/おりこうコンビネーション/ウソはつけません（4コマ）/おりこうママ/めったにやりません（4コマ）/おりこうプリマドンナ/おりこうマーキング/おりこう落書き/おりこうドッキング/トモダチもいません（4コマ）/あとがきくん/ゴージャス宝田♥人生劇場
3. 『ありすブレイカー』
  - 2005年1月22日発行 FOX出版、文苑堂（FOXコミックス） ISBN 4-925148-66-4
    - キスが必要/ザリガーマン/アイコンタクト/なんでかな/半ベソ先生/妄走アリス/雨とアリス/ハンサムアリス/ココロん帽/キュアッ!!/スキュラ/キス上等/おまけ漫画/ガハハも11（Season1）/あとがき宇宙。
4. 『妹ゴコロ。 -Sister's Heart.-』
  - 2005年4月2日発行（2005年3月19日発売[1]） コアマガジン（メガストアコミックス47） ISBN 4-87734-811-5
    - ココロ#1 - #9/ズバ山ゴコロ。/あとがき/キャラ設定（カバー裏）
5. 『おもらし姫 -Wet Princess-』
  - 2005年9月25日発行（2005年8月29日発売[2]） 松文館（別冊エースファイブコミックス） ISBN 4-7901-1557-7
    - フログマ。/シットリさん/告箱/突然／妹弾 第1話 アルバム弾/妹弾 第2話 エプロン弾/妹弾 おまけ弾/卒業/カボック。/ヤキパン。/打倒っ枕!
6. 『絶体絶命教室 -Desperation Classroom-』
  - 2007年12月3日発行（2007年11月19日発売[1]） コアマガジン（メガストアコミックス147） ISBN 978-4-86252-276-4
    - クラッシュ!（CRUSH!!）Act.1 - 5、Final、Epilogue/アンジー（ANGIE）/ハートメイカー（HEART MAKER）/あとがき（カバー裏）
7. 『キャノン先生トばしすぎ』
  - 初回限定版：2008年1月14日発行（2007年12月14日発売） オークス（XOコミックス） ISBN 978-4-86105-502-7
    - 小冊子「コミックヒロイン」付属。

  - 通常版：2008年2月25日発行（2007年12月14日発売） オークス（XOコミックス） ISBN 978-4-86105-525-6
    - 「魔法の妹アブノマリア」を収録。
8. 『お兄ちゃんクチュクチュしすぎだよっ♡』
  - 2008年4月25日発行 ヒット出版社（セラフィンコミックス） ISBN 978-4-89465-389-4
    - REC?/OUT!/ダウンワールド/スイッチ。/アナル合格!/ドールライダー/太陽を…っ/おにづめ弁当/グリムロック/のんびりオバケ/壁から先生/個室夫婦。/おまけ漫画/あとがき
9. 『そんっなに妊娠させたいの?』
  - 2009年6月27日発行（同日発売） ヒット出版社（セラフィンコミックス） ISBN 978-4-89465-445-7
    - ニャムニャムののん♡/プロテクター/プロテクター焼餅御免/王装列騎ファンタメイズ/スワン。/結婚しようか お兄ちゃん/ごちそう。/妹弾03/鬼畜志願とコドモのキモチ/テイルキャノンおまわり砲。/ガハハも11（Season2）#01 - #17/あとがき/ビフォー。（カバー裏）[3]
10. 『プププププリンセス!! -PUPUPUPU♡PRINCESS-』
  - 2009年6月27日発行（同日発売） ヒット出版社（セラフィンコミックス） ISBN 978-4-89465-444-0
    - 第1話「それがあなたの使命なのです♡」/第2話「正義の心に火をつけて♡」/第3話「起動!メガネの恋心♡」/第4話「天使のパパになるのです♡」/第5話「どっきゅん♡ラヴメール!!」/第6話「いけない!ミルキィぴーち♡」/第7話「だって女の子なんだもん…」/最終話「裂空の凱歌!愛・ダイナミック!!」/あとがき。/アフター。（カバー裏）[4]
11. 『キャノン先生トばしすぎぜんぶ射精し！』
  - 2016年1月発売 エンジェル出版（エンジェルコミックス） ISBN 978-4-87306-686-8
12. 『ッブラジャー！！』
  - 2016年1月29日発売 ワニマガジン社[5]（ワニマガジンコミックススペシャル） ISBN 978-4-86269-412-6
13. 『ナックルラヴレター』
  - 2017年11月20日発売[1] コアマガジン（メガストアコミックス523） ISBN 978-4-86653-089-5

## 主な掲載誌
- コミックヒメクリ
- コミックメガストア
- COMIC少女天国
- コミックXO
- comic ino.
- COMIC阿呍